# Green Island (Südgeorgien)
Green Island ist eine kleine, runde und mit Tussock bewachsene Insel an der Südspitze Südgeorgiens. Sie liegt unmittelbar südöstlich des Kap Disappointment.
Der britische Seefahrer und Entdecker James Cook fasste 1775 bei seiner zweiten Südseereise (1772–1775) drei Inseln nahe dem Kap Disappointment wegen ihres Bewuchses deskriptiv als Green Islands zusammen. Der deutsche Forschungsreisende Ludwig Kohl-Larsen benannte die hier beschriebene Insel im Zuge seiner von 1928 bis 1930 dauernden Expedition als Grün-Insel oder Grüne Insel. Der South Georgia Survey berichtete im Zuge einer Vermessung zwischen 1951 und 1952, dass unter Wal- und Robbenfängern die drei Inseln der von Cook beschriebenen Inselgruppe unter getrennten Benennungen geläufig sind. Neben Green Island sind dies der First Rock und die Insel Brøde. Cooks Benennung ist seither obsolet.